# Фальстарт

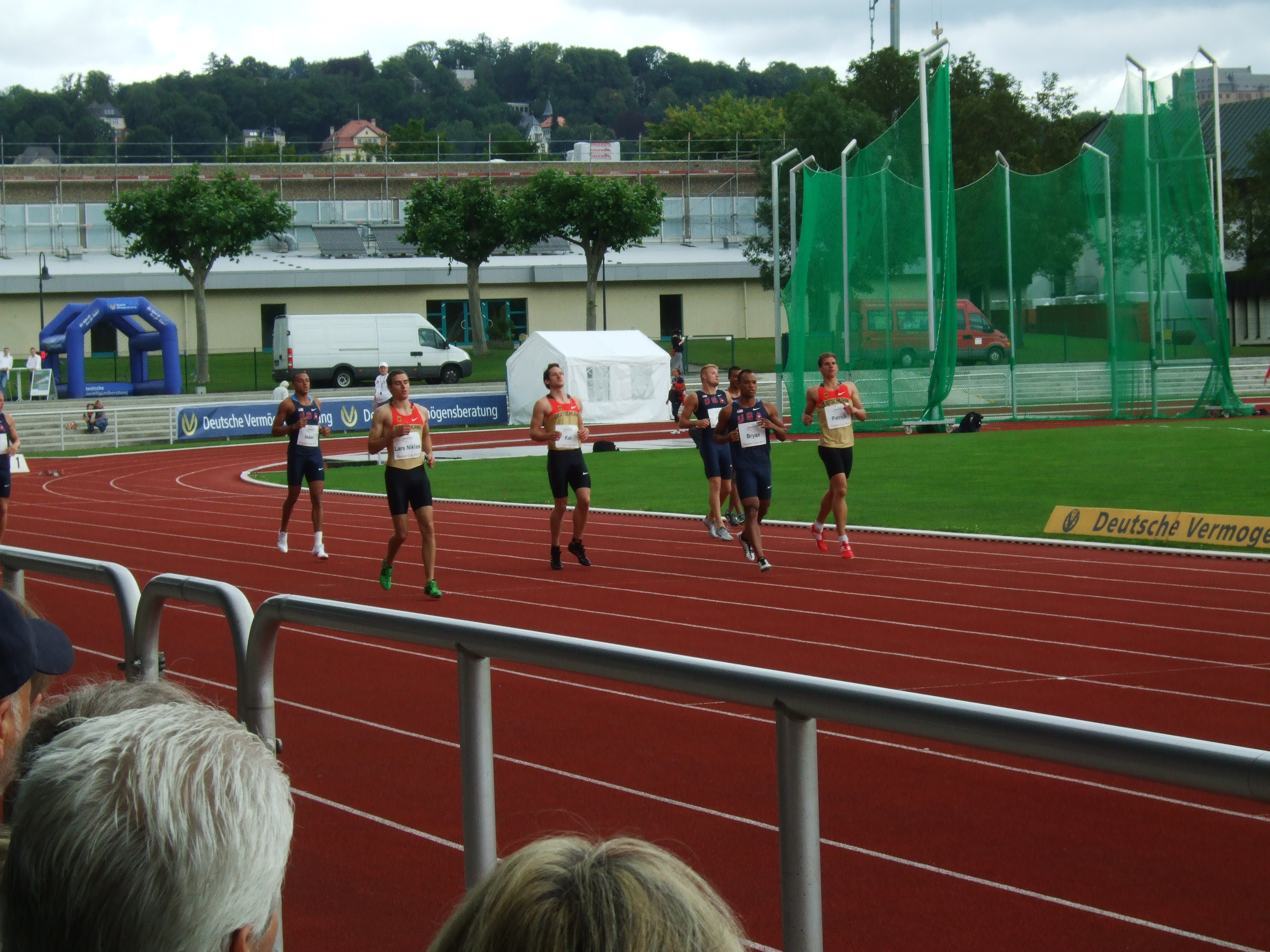
Фальстарт на стометрівці

Фальстарт (від англ. false start — хибний старт) у легкій атлетиці — початок руху атлета раніше за постріл стартового пістолета. Згідно з правилами змагань ІААФ у редакції 2010–2011 років фальстартом вважається початок руху спортсмена зі стартової позиції, яку він займає за сигналом «Увага» (на міжнародних змаганнях англійської команди «Set») раніше 100 мілісекунди після пострілу стартового пістолета. У видах легкоатлетичного спринту, де правилами обумовлений старт зі стартових колодок, час початку руху реєструється за допомогою визнаного ІААФ обладнання системи реєстрації фальстарту (англ. false start control apparatus).